# Caty McNallyová
Catherine „Caty“ McNallyová (* 20. listopadu 2001 Cincinnati, Ohio) je americká profesionální tenistka. Ve své dosavadní kariéře na okruhu WTA Tour vyhrála sedm deblových turnajů. K nim přidala jednu singlovou trofej v sérii WTA 125. V rámci okruhu ITF získala dva tituly ve dvouhře a šest ve čtyřhře.
Na žebříčku WTA byla ve dvouhře nejvýše klasifikována v květnu 2023 na 54. místě a ve čtyřhře v dubnu 2022 na 11. místě. Trénují ji matka Lynn Naborsová-McNallyová a Kevin O’Neill.
V juniorském tenise podlehla krajance Coco Gauffové v boji o titul na French Open 2018, kde s Polkou Świątekovou získala trofej z deblové soutěže. Společně s Gauffovou pak ovládly juniorku čtyřhry na US Open 2018. Z tří wimbledonských finále juniorského debla v letech 2016, 2017 a 2018 odešla vždy poražena.
V americkém týmu Billie Jean King Cupu debutovala v roce 2022 utkáním finálové skupiny proti Polsku, v němž s Gauffovou vyhrály čtyřhru. Američanky zvítězily 2:1 na zápasy. Do dubna 2024 v soutěži nastoupila ke dvěma mezistátním utkáním s bilancí 0–0 ve dvouhře a 2–0 v:e čtyřhře.

## Tenisová kariéra
V rámci hlavních soutěží událostí okruhu ITF debutovala v červenci 2016, když na turnaji v indianském Evansville s dotací 10 tisíc dolarů postoupila z kvalifikace. Ve druhém kole dvouhry podlehla krajance Saře Daavetillové.
Na okruhu WTA Tour debutovala srpnovou čtyřhrou Western & Southern Open 2017 v Cincinnati, do níž získala s Alexou Glatchovovou divokou kartu. V úvodním kole je přehrály australské turnajové sedmičky Ashleigh Bartyová s Casey Dellacquovou. V roce 2017 se stala členkou vítězného týmu Američanek v juniorském Fed Cupu.
Debut v hlavní soutěži grandslamu zaznamenala v deblu US Open 2018 poté, co s krajankou Whitney Osuigweovou obdržely divokou kartu. Na úvod však nenašly recept na australsko-americké duo Monique Adamczaková a Desirae Krawczyková. Grandslamovou dvouhru si poprvé zahrála po zvládnuté tříkolové kvalifikaci ve Wimbledonu 2019, v níž na její raketě postupně skončily Japonka Kurumi Naraová, Australanka Priscilla Honová a Slovenka Jana Čepelová, všechny z druhé světové stovky žebříčku. V úvodním kole wimbledonské dvouhry ji vyřadila Britka Heather Watsonová, figurující na sto dvacáté druhé příčce. Kvalifikaci majoru poprvé odehrála již na US Open 2017.

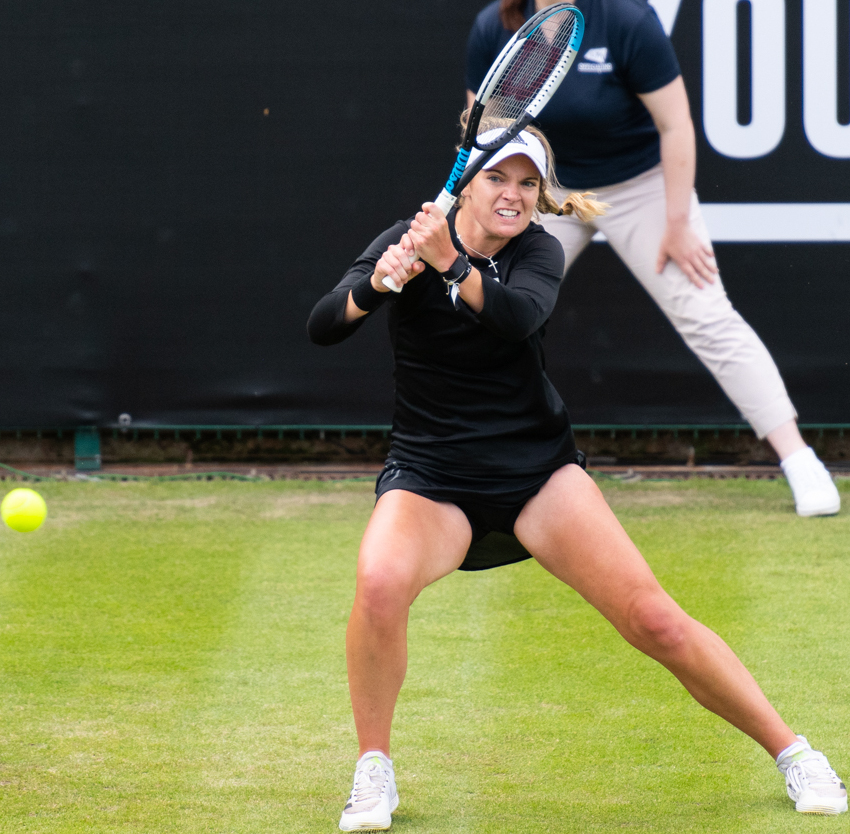
Bekhend na Birmingham Classic 2022

Na washingtonském Citi Open 2019 se po vítězstvích nad Ču Lin, Christinou McHaleovou a čtvrtou nasazenou Tchajwankou Sie Šu-wej poprvé v kariéře probojovala do semifinále dvouhry turnaje WTA. Z něho odešla poražena od italské světové dvaašedesátce Camily Giorgiové. Jednalo se o její první singlové výhry na túře WTA. Ve washingtonské čtyřhře postoupila s Coco Gauffovou přes třetí nasazený pár Miju Katová a Anna Kalinská do boje o titul. Z premiérového finále kariéry na okruhu WTA Tour si odvezla trofej, když Američanky zvítězily nad maďarsko-americkou dvojicí Fanny Stollárová a Maria Sanchezová ve dvou setech. Následně spolu zasáhly do čtyřhry US Open. Od médií dvojice získala přezdívku „McCoco“. Na cestě do třetího kola vyřadily deváté nasazené Nicole Melicharovou s Květou Peschkeovou, než je zastavil australsko-běloruský pár Ashleigh Bartyová a Viktoria Azarenková. Druhou společnou trofej pak Američanky přidaly na říjnovém BGL Luxembourg Open v Lucemburku, při čtvrté účasti v hlavní deblové soutěži WTA. Ve finále porazily americko-chilské turnajové dvojky Kaitlyn Christianovou s Alexou Guarachiovou.

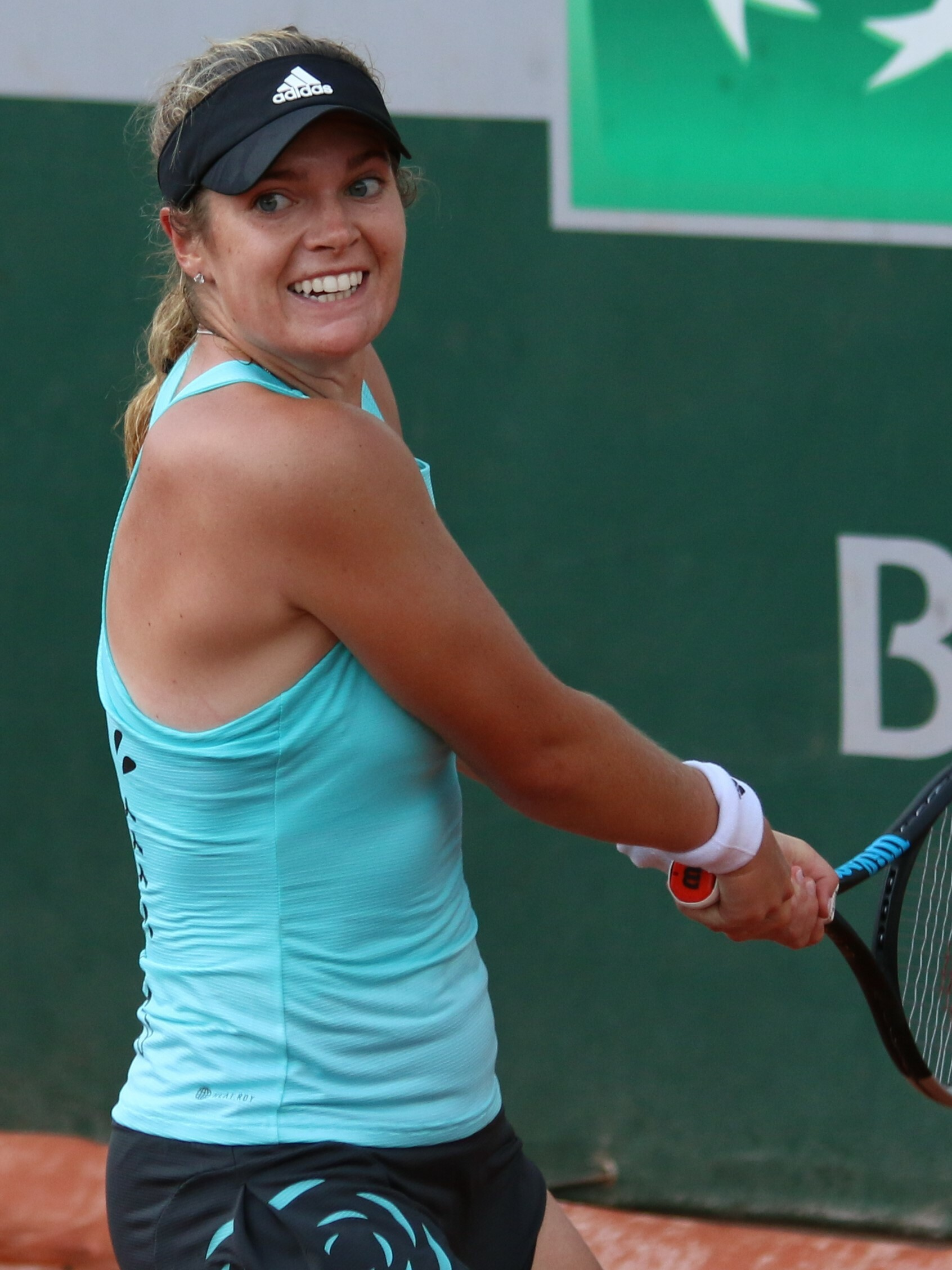
Bekhend v kvalifikaci French Open 2022

V semifinále aucklandské čtyřhry na ASB Classic 2020 ji s Gauffovou přehrály pozdější americké šampionky Asia Muhammadová s Taylor Townsendovou. V aucklandské dvouhře vypadla na úvod s Němkou Laurou Siegemundovou. Po průchodu kvalifikačním sítem postoupila do hlavní soutěže Australian Open 2020, kde vyřadila Australanku Samanthu Stosurovou. Následně jí však stopku vystavila světová pětatřicítka Čang Šuaj. V melbournském deblu postoupila s Gauffovou poprvé v kariéře do čtvrtfinále majoru, než je v něm zastavily turnajové dvojky a pozdější vítězky Kristina Mladenovicová s Tímeou Babosovou. Bodový zisk ji premiérově posunul do první čtyřicítky světového žebříčku čtyřhry.

## Finále na Grand Slamu

### Ženská čtyřhra: 2 (0–2)
| Stav       | rok  | turnaj  | povrch | spoluhráčka        | soupeřky ve finále                    | výsledek      |
| ---------- | ---- | ------- | ------ | ------------------ | ------------------------------------- | ------------- |
| Finalistka | 2021 | US Open | tvrdý  | Cori Gauffová      | Samantha Stosurová Čang Šuaj          | 3–6, 6–3, 3–6 |
| Finalistka | 2022 | US Open | tvrdý  | Taylor Townsendová | Barbora Krejčíková Kateřina Siniaková | 6–3, 5–7, 1–6 |

## Finále na okruhu WTA Tour

### Čtyřhra: 11 (8–3)
| Legenda                                      |
| -------------------------------------------- |
| Grand Slam (0–2)                             |
| Turnaj mistryň (0)                           |
| Premier Mandatory & Premier 5 / WTA 1000 (0) |
| Premier / WTA 500 (2–0)                      |
| International / WTA 250 (6–1)                |

| Stav       | č. | datum           | turnaj                           | povrch     | spoluhráčka        | soupeřky ve finále                     | výsledek              |
| ---------- | -- | --------------- | -------------------------------- | ---------- | ------------------ | -------------------------------------- | --------------------- |
| Vítězka    | 1. | 4. srpna 2019   | Washington, D.C., Spojené státy  | tvrdý      | Coco Gauffová      | Maria Sanchezová Fanny Stollárová      | 6–2, 6–2              |
| Vítězka    | 2. | 20. října 2019  | Lucemburk, Lucembursko           | tvrdý (h)  | Coco Gauffová      | Kaitlyn Christianová Alexa Guarachiová | 6–2, 6–2              |
| Vítězka    | 3. | 18. dubna 2021  | Charleston, Spojené státy        | antuka (z) | Hailey Baptisteová | Ellen Perezová Storm Sandersová        | 6–7(4–7), 6–4, [10–6] |
| Vítězka    | 4. | 22. května 2021 | Parma, Itálie                    | antuka     | Coco Gauffová      | Darija Juraková Andreja Klepačová      | 6–3, 6–2              |
| Finalistka | 1. | 12. září 2021   | US Open, New York, Spojené státy | tvrdý      | Coco Gauffová      | Samantha Stosurová Čang Šuaj           | 3–6, 6–3, 3–6         |
| Vítězka    | 5. | 13. února 2022  | Petrohrad, Rusko                 | tvrdý (h)  | Anna Kalinská      | Alicja Rosolská Erin Routliffeová      | 6–3, 6–7(5–7), [10–4] |
| Finalistka | 2. | 6. srpna 2022   | Washington, D.C., Spojené státy  | tvrdý      | Anna Kalinská      | Jessica Pegulaová Erin Routliffeová    | 3–6, 7–5, [10–12]     |
| Finalistka | 3. | 11. září 2022   | US Open, New York, Spojené státy | tvrdý      | Taylor Townsendová | Barbora Krejčíková Kateřina Siniaková  | 6–3, 5–7, 1–6         |
| Vítězka    | 6. | 9. října 2022   | Ostrava, Česko                   | tvrdý (h)  | Alycia Parksová    | Alicja Rosolská Erin Routliffeová      | 6–3, 6–2              |
| Vítězka    | 7. | 26. února 2023  | Mérida, Mexiko                   | tvrdý      | Diane Parryová     | Wang Sin-jü Wu Fang-sien               | 6–0, 7–5              |
| Vítězka    | 8. | 11. února 2024  | Kluž, Rumunsko                   | tvrdý (h)  | Asia Muhammadová   | Harriet Dartová Tereza Mihalíková      | 6–3, 6–4              |

## Finále série WTA 125
| Legenda                  |
| ------------------------ |
| D – dvouhra; Č – čtyřhra |
| WTA 125 (1–1 D; 0–1 Č)   |

### Dvouhra: 2 (1–1)
| Stav       | č. | datum         | turnaj                 | povrch    | soupeřka ve finále    | výsledek |
| ---------- | -- | ------------- | ---------------------- | --------- | --------------------- | -------- |
| Vítězka    | 1. | listopad 2022 | Midland, Spojené státy | tvrdý (h) | Anna-Lena Friedsamová | 6–3, 6–2 |
| Finalistka | 1. | květen 2023   | Paříž, Francie         | antuka    | Diane Parryová        | bez boje |

### Čtyřhra: 1 (0–1)
| Stav       | č. | datum       | turnaj                      | povrch | spoluhráčka       | soupeřky ve finále                  | výsledek |
| ---------- | -- | ----------- | --------------------------- | ------ | ----------------- | ----------------------------------- | -------- |
| Finalistka | 1. | březen 2020 | Indian Wells, Spojené státy | tvrdý  | Jessica Pegulaová | Asia Muhammadová Taylor Townsendová | 4–6, 4–6 |

## Finále na okruhu ITF
| Dotace turnajů okruhu ITF | Dotace turnajů okruhu ITF |
| ------------------------- | ------------------------- |
| 100 000 $ tournaments     | 80 000 $ tournaments      |
| 75 000 $ tournaments      | 60 000 $ tournaments      |
| 50 000 $ tournaments      | 25 000 $ tournaments      |
| 15 000 $ tournaments      | 10 000 $ tournaments      |

### Dvouhra: 2 (2–0)
| Stav    | č. | datum          | turnaj                  | povrch    | soupeřka ve finále    | výsledek |
| ------- | -- | -------------- | ----------------------- | --------- | --------------------- | -------- |
| Vítězka | 1. | listopadu 2018 | Lawrence, Spojené státy | tvrdý (h) | Catherine Harrisonová | 6–2, 6–2 |
| Vítězka | 2. | února 2019     | Midland, Spojené státy  | tvrdý (h) | Jessica Pegulaová     | 6–2, 6–4 |

### Čtyřhra (6 titulů)
| Č. | datum       | turnaj                            | povrch | spoluhráčka        | poražené finalistky                   | výsledek         |
| -- | ----------- | --------------------------------- | ------ | ------------------ | ------------------------------------- | ---------------- |
| 1. | října 2017  | Hilton Head Island, Spojené státy | antuka | Emily Appletonová  | Kylie Collinsová Meg Kowalská         | 7–5, 6–3         |
| 2. | ledna 2018  | Petit-Bourg, Guadeloupe           | tvrdý  | Emily Appletonová  | Shelby Talcottová Amy Zhuová          | 6–3, 6–0         |
| 3. | března 2018 | Orlando, Spojené státy            | antuka | Whitney Osuigweová | Dia Jevtimovová Ilona Krameňová       | 6–2, 6–3         |
| 4. | března 2018 | Tampa, Spojené státy              | antuka | Natasha Subhashová | Rasheeda McAdoová Katerina Stewartová | 3–6, 6–3, [10–6] |
| 5. | října 2018  | Macon, Spojené státy              | tvrdý  | Jessica Pegulaová  | Anna Danilinová Ingrid Neelová        | 6–1, 5–7, [11–9] |
| 6. | květen 2021 | Charleston , Spojené státy        | antuka | Storm Sandersová   | Eri Hozumiová Miju Katová             | 7–5, 4–6, [10–6] |

## Finále na juniorském Grand Slamu

### Dvouhra juniorek: 1 (0–1)
| Stav       | rok  | turnaj      | povrch | soupeřka ve finále | výsledek           |
| ---------- | ---- | ----------- | ------ | ------------------ | ------------------ |
| Finalistka | 2018 | French Open | antuka | Coco Gauffová      | 6–1, 3–6, 6–7(1–7) |

### Čtyřhra juniorek: 5 (2–3)
| Stav       | rok  | turnaj      | povrch | spoluhráčka         | soupeřky ve finále                    | výsledek |
| ---------- | ---- | ----------- | ------ | ------------------- | ------------------------------------- | -------- |
| Finalistka | 2016 | Wimbledon   | tráva  | Mariam Bolkvadzeová | Usue Maitane Arconadová Claire Liuová | 2–6, 3–6 |
| Finalistka | 2017 | Wimbledon   | tráva  | Whitney Osuigweová  | Olga Danilovićová Kaja Juvanová       | 4–6, 3–6 |
| Vítězka    | 2018 | French Open | antuka | Iga Świąteková      | Juki Naitová Nahó Satóová             | 6–2, 7–5 |
| Finalistka | 2018 | Wimbledon   | tráva  | Whitney Osuigweová  | Wang Sin-jü Wang Si-jü                | 2–6, 1–6 |
| Vítězka    | 2018 | US Open     | tvrdý  | Coco Gauffová       | Hailey Baptisteová Dalayna Hewittová  | 6–3, 6–2 |